# 독일 순양함 프린츠 오이겐
프린츠 오이겐(독일어: Prinz Eugen)은 나치 독일 해군의 중순양함이다. 아드미랄 히퍼급 순양함의 세 번째 함이다. 함명은 17세기 후반과 18세기에 오스트리아 제국의 군인으로 활약한 사보이의 왕자 오이겐(Prinz Eugen von Savoyen)을 기리기 위해 명명되었다.

## 전력과 특징

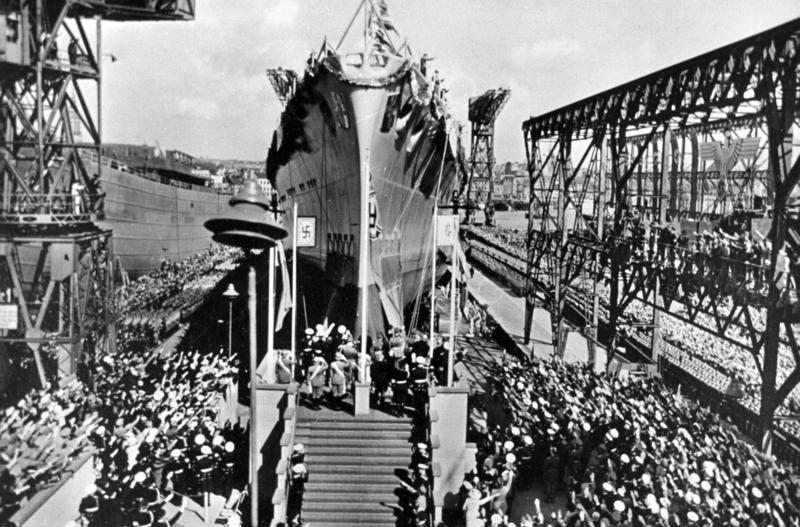
프린츠 오이겐의 진수

프린츠 오이겐은 1936년 4월 23일 독일 킬의 크루프 게르마니아(Krupp Germania)에서 기공했으며, 1938년 8월 22일에 진수했다. 기준 배수량이 10,000톤을 넘는 대형 순양함이었으며, 주포는 8인치(20.3cm) 2연장포 4기(총 8문)을 가지고 있었다.
취역전에 1940년 7월 1일에 킬에 대규모 폭격이 퍼부어졌다. 이때 프린츠 오이겐도 경미한 손상을 입었다.
1941년 5월, 프린츠 오이겐은 전함 비스마르크와 함께 라인 연습 작전에 참가하게 되었다. 18일, 고덴하펜을 출격해 스카게라크 해협을 통과해 북해로 나오게 되었다. 24일, 비스마르크와 프린츠 오이겐은 덴마크 해협에서 영국 해군 순양전함 HMS 후드(Hood)와 교전하게 되었다. HMS 후드는 비스마르크의 공격에 의해 두동강 나면서 격침되었다. 이때, 프린츠 오이겐도 영국 해군 HMS 프린스 오브 웨일스(Prince of Wales)에 명중시켰다.
그 후, 프린츠 오이겐은 비스마르크와 헤어지게 된다. 이때가 비스마르크와 프린츠 오이겐의 마지막 만남이었다. 프린츠 오이겐은 6월 1일 항구에 입항하게 되고, 7월 1일 공습으로 손상되었다.
그리고 1942년 2월 11일에서 13일까지 '케르베루스 작전'-통칭 채널 대시(Channel dash)라고 부른다.- 에 참가하게 되었다. 샤른호르스트와 그나이제나우와 함께 가게 되었는데 이 작전은 영국의 도버 해협 눈앞을 통과한다는 매우 대담한 작전이었다. 그러나 프린츠 오이겐은 상처 없이 통과하였다.
1942년 2월에 노르웨이로 이동했다. 그러나 2월 23일 트론 하임 앞바다에서 영국 잠수함 트라이던트 호가 발사한 어뢰중 1기가 함미에 명중하였다. 다행히 침몰을 하지 않게 되었지만 항해 불능이 되었으며, 7명의 전사자가 발생하였다. 프린츠 오이겐은 트론 하임항까지 예인되어 응급수리에 들어갔으며, 5월에는 킬 항으로 수리를 받기 위해 독일로 향했다. 영국 해군의 공격을 빠져 나가서 5월 18일에 킬에 도착하였다. 곧바로 함미 수복 작업에 들어갔으며, 1942년 말에는 전선에 복귀하였다. 그 후 제2차 세계 대전 종전까지 발트해에서 활약하였으나, 경순양함 라이프치히(Leipizig)와 충돌사고를 일으켜 함수가 손상되었다.

### USS 프린츠 유진

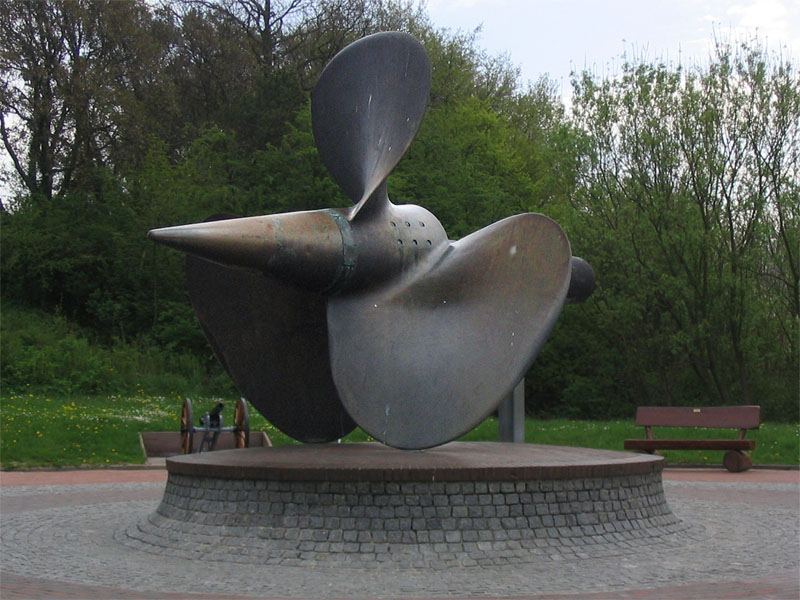
프린츠 오이겐의 추진용 프로펠러

프린츠 오이겐은 격전의 한중간에서 활약했음에도 불구하고, 종전까지 살아 남은 행운의 함이었다.
이 배는 제2차 세계 대전이 종료된 후 전리품으로 미국에 넘겨져 미분류 다용도함 USS 프린츠 유진(USS Prinz Eugen, IX-300)으로서 미국 해군에 편입되었다. 조사와 시험을 마친 프린츠 오이겐은 원자 폭탄 실험의 표적 함대에 배치되었다. 1946년 7월의 '에이블'과 '베이커' 실험에서 살아남은 프린츠 오이겐은, 방사능이 강하여 수리하지 못하였다. 이후 콰잘레인 환초로 옮기는 도중에 얕은 여울에서 전복되어 좌초되어, 현재도 그 위치(북위 8°45'9.49", 동경 167°40'59.60")에 놓여 있다.
1978년, 미국에 편입되기 전 독일 승무원들의 요청으로 프린츠 오이겐의 좌현 프로펠러가 인양되어 라뵈(Laboe)의 독일 해군 기념관에 전시되고 있다.

## 자매함
- 아드미랄 히퍼